# 이츠 어 그레이트 필링
이츠 어 그레이트 필링(It's A Great Feeling)은 미국에서 제작된 데이빗 버틀러 감독의 1949년 영화이다. 데니스 모건 등이 주연으로 출연하였고 알렉스 고틀립 등이 제작에 참여하였다.

## 출연

### 주연
- 데니스 모건
- 도리스 데이

### 조연
- 잭 칼슨
- 빌 굿윈
- 얼빙 베이콘
- 클레어 칼튼

## 제작진
- 의상: 밀로 앤더슨